# أولاد خليفة (هوارة أولاد رحو)
أولاد خليفة هي إحدى مشيخات المملكة المغربية، تتبع جغرافيا لإقليم جرسيف وإداريًا لهوارة أولاد رحو. يقدر عدد سكانها بـ 9459 نسمة حسب الإحصاء الرسمي للسكان والسكنى لسنة 2004.